# Gert Ligterink
Gert Ligterink (ur. 17 listopada 1949) – holenderski szachista, mistrz międzynarodowy od 1977 roku.

## Kariera szachowa
Od połowy lat 70. XX wieku do połowy 80. należał do czołówki holenderskich szachistów. W 1976 r. zadebiutował w reprezentacji kraju na szachowej olimpiadzie w Hajfie, zdobywając dwa medale: srebrny wraz z drużyną oraz brązowy za indywidualny wynik na V szachownicy. W olimpijskich turniejach uczestniczył jeszcze trzykrotnie (1978, 1980, 1982). W 1979 r. zdobył w Leeuwarden tytuł indywidualnego mistrza Holandii, natomiast w latach 1982, 1985 i 1986 w finałowych turniejach zajmował III miejsca, zdobywając brązowe medale.
Wielokrotnie startował w turniejach międzynarodowych, sukcesy odnosząc m.in. w:
- Amsterdamie – trzykrotnie w turniejach turniej IBM-B (1975, III m. za Ivánem Faragó i Johnem Nunnem; 1977, dz. II m. za Jurajem Nikolacem, wspólnie z Kickiem Langewegiem i Ľubomírem Ftáčnikem; 1978, dz. III m. za Arturem Jusupowem i Larrym Christiansenem, wspólnie z Cornelisem van Wijgerdenem),
- Wijk aan Zee – trzykrotnie w turniejach Hoogovens-B (1976, III m. za Jurajem Nikolacem i Robertem Bellinem; 1981, II m. za Johnem van der Wielem; 1983, I m.),
- Grazie (1979, dz. II m. za Hansem Ree, wspólnie z m.in. Krzysztofem Pytlem i Kalusem Dargą),
- Londynie (1980, I-III),
- Silkeborgu (1980, dz. II m. za Larsem Karlssonem, wspólnie z Paulem van der Sterrenem),
- Marbelli (1982, turniej strefowy, dz. II m. za Nigelem Shortem, wspólnie z Johnem van der Wielem),
- Oksfordzie (1984, I m.),
- Dieren (1984, dz. II m. za Jaime Sunye Neto),
- Budelu (1987, turniej strefowy, dz. III m. za Miodragiem Todorčeviciem i Olivierem Renetem, wspólnie z Johnem van der Wielem i Lukiem Winantsem).

Najwyższy ranking w swojej karierze osiągnął 1 stycznia 1986 r., z wynikiem 2470 punktów dzielił wówczas 4. miejsce (za Janem Timmanem, Johnem van der Wielem i Giennadijem Sosonko, wspólnie z Paulem van der Sterrenem) wśród holenderskich szachistów. Od początku lat 90. w turniejach klasyfikowanych przez Międzynarodową Federacje Szachową startuje sporadycznie.